# Urologia
La urologia és una especialitat medico-quirúrgica que s'ocupa de l'estudi, diagnòstic i tractament de les patologies que afecten l'aparell urinari i retroperitoneu d'ambdós sexes i a l'aparell reproductor masculí, sense cap límit d'edat.
Les tècniques urològiques inclouen una cirurgia mínimament invasiva robòtica i cirurgia laparoscòpica, cirurgies assistides amb làser i altres procediments guiats. Els uròlegs reben formació en tècniques quirúrgiques obertes i mínimament invasives, mitjançant la guia d'ultrasons en temps real, equips endoscòpics de fibra òptica i diversos làsers en el tractament de múltiples afeccions benignes i malignes. La urologia està estretament relacionada amb (i els uròlegs sovint col·laboren amb els professionals de) oncologia, nefrologia, ginecologia, andrologia, cirurgia pediàtrica, cirurgia colorectal, gastroenterologia i endocrinologia.
La urologia és una de les especialitats quirúrgiques més competitives i més buscades per a metges, amb nous uròlegs que comprenen menys de l'1,5% dels graduats de les escoles de medicina dels Estats Units cada any.
Té els seus orígens a la segona meitat del segle xix com una subespecialitat de la cirurgia general. Aquesta separació es deu fonamentalment a tres factors:
- Creació del cistoscopi (Antonin Jean Desormeux, 1853).
- Tractament especialitzat de la patologia litiàsica, fins llavors en mans de litotomistes.
- Necessitat assistencial de crear unitats monogràfiques dins del camp de la Cirurgia General.

La urologia inclou diferents subespecialitats com ara:
- L'andrologia, la urologia oncològica (també dita oncologia urològica o uro-oncologia), la urologia ginecològica (o uroginecologia), la urodinàmica, la neuro-urologia, l'endourologia, la urologia pediàtrica o infantil, o la urologia geriàtrica.

## Subdisciplines
Com a disciplina mèdica que implica la cura de molts òrgans i sistemes fisiològics, la urologia es pot dividir en diverses subdisciplines. En molts centres acadèmics més grans i hospitals universitaris que destaquen en l'atenció al pacient i en la investigació clínica, els uròlegs sovint s'especialitzen en una subdisciplina en particular.

### Endourologia
L'endourologia és la branca de la urologia que s'ocupa de la manipulació tancada del tracte urinari. Darrerament ha crescut fins a incloure tots els procediments quirúrgics urològics mínimament invasius. A diferència de la cirurgia oberta, l'endourologia es realitza mitjançant petites càmeres i instruments inserits al tracte urinari. La cirurgia transuretral ha estat la pedra angular de l'endourologia. Es pot arribar a la major part del tracte urinari a través de la uretra, cosa que permet la cirurgia de la pròstata, la cirurgia de tumors de l'uroteli, la cirurgia de càlculs i procediments simples de la uretra i de la uretra. Recentment, l'addició de laparoscòpia i robòtica ha subdividit aquesta branca de la urologia.

### Laparoscòpia
La laparoscòpia és una branca de la urologia en ràpida evolució i ha substituït alguns procediments quirúrgics oberts. La cirurgia assistida per robots de pròstata, ronyó i urèter ha anat ampliant aquest camp. Avui dia, moltes prostatectomies als Estats Units es duen a terme mitjançant l'anomenada assistència robòtica. Això ha generat controvèrsia, però, ja que la robòtica augmenta considerablement el cost de la cirurgia i el benefici per al pacient pot ser o no proporcional al cost addicional. A més, la situació actual (2011) del mercat d'equips robòtics és un monopoli de facto d'una corporació pública que alimenta encara més la controvèrsia sobre rendibilitat.
Un dels grans experts catalans de la urologia fou Antoni Puigvert. És l'autor de diversos treballs, entre els quals destaquen la tècnica per a corregir l'estenosi tuberculosa de l'urèter terminal, Operació de Puigvert. Així mateix descrigué la malaltia dels càlculs renals, també coneguda com a malaltia de Puigvert. Va ser el primer metge a realitzar una urografia a escala mundial.

### Oncologia urològica
L'oncologia urològica es refereix al tractament quirúrgic de malalties genitourinàries malignes com el càncer de pròstata, glàndules suprarenals, bufeta, ronyons, urèters, testicles i penis, així com la pell i el teixit subcutani i el múscul i la fàscia d'aquestes zones (aquesta subespecialitat en particular) superposicions amb oncologia dermatològica i àrees relacionades de l'oncologia). El tractament del càncer genitourinari és gestionat per un uròleg o un oncòleg, segons el tipus de tractament (quirúrgic o mèdic). La majoria d’oncòlegs urològics dels països occidentals utilitzen tècniques mínimament invasives (laparoscòpia o endourologia, cirurgia assistida per robòtica) per gestionar els càncers urològics susceptibles de ser tractats quirúrgicament.

### Neurourologia
La neurourologia es refereix al control del sistema genitourinari del sistema nerviós i de les afeccions que causen miccions anormals. Les malalties i trastorns neurològics com l’ictus, l'esclerosi múltiple, la malaltia de Parkinson i la lesió de la medul·la espinal poden alterar el tracte urinari inferior i provocar afeccions com la incontinència urinària, la hiperactivitat del detrusor, la retenció urinària i la disinergia esfínter del detrusor. Els estudis urodinàmics tenen un paper diagnòstic important en neurourologia. La teràpia per als trastorns del sistema nerviós inclou un cateterisme intermitent net de la bufeta, fàrmacs anticolinèrgics, la injecció de toxina botulínica a la paret de la bufeta i teràpies avançades i menys utilitzades com la neuromodulació sacral. Les anomalies neurològiques menys marcades també poden causar trastorns urològics, per exemple, molts investigadors creuen que les anomalies del sistema nerviós sensorial tenen un paper en els trastorns de micció dolorosa o freqüent (per exemple, la síndrome de la bufeta dolorosa també coneguda com a cistitis intersticial).

### Urologia pediàtrica
La urologia pediàtrica afecta els trastorns urològics en nens. Aquests trastorns inclouen criptorquidisme (testicles no descendents), anomalies congènites del tracte genitourinari, enuresi, genitals subdesenvolupats (a causa del creixement endarrerit o de la pubertat retardada, sovint un problema endocrinològic) i el reflux vesicoureteral.